# 噁唑啉
噁唑啉（Oxazoline）指的是化学式为C3H5NO的五元环杂环化合物以及包含这类环的一类化合物。